# Enrique Benavent Vidal
Enrique Benavent Vidal (Cuatretonda, Valência, 25 de abril de 1959) é um bispo e teólogo católico espanhol. Começou sua carreira episcopal quando foi nomeado Bispo Titular de Rosas em 2004 e também Bispo Auxiliar de Valência até 17 de maio de 2013, quando o Papa Francisco o nomeou Bispo de Tortosa, até 10 de outubro de 2022, quando o Papa Francisco o nomeou Arcebispo de Valência
Ele também realizou numerosos estudos e escreveu diferentes livros sobre teologia

## Biografia

### Princípios e sacerdócio
Nasceu no município valenciano de Cuatretonda em 1959. Realizou seus estudos eclesiásticos no Seminário Metropolitano de Valência, até ser ordenado sacerdote pelas mãos do Papa João Paulo II após sua visita pastoral à cidade de Valência em 8 novembro de 1982. Neste mesmo ano depois de sua ordenação, iniciou seu ministério sacerdotal na cidade de Alcoy, em Alicante, trabalhando como pároco da paróquia de San Roque e San Sebastián e como professor de religião no Instituto de Educação Secundária, em 1985 voltou ao Seminário Metropolitano de Valência(Moncada) como formador e professor de síntese teológica para diáconos até que em 1990 mudou-se para a Itália para estudar na Pontifícia Universidade Gregoriana na cidade de Roma , onde em 1993 obteve o doutorado em teologia, retornando à Espanha neste último ano onde trabalhou como professor de Teologia Dogmática na Faculdade de Teologia San Vicente Ferrer de Valência e como delegado episcopal para a Pastoral Vocacional até 1997, durante esses tempos em 1994 foi professor na Secretaria de Valência da Pontifício Instituto João Paulo II de Estudos sobre Matrimônio e Família.
Posteriormente, em 1999, foi eleito diretor do Colegio Mayor San Juan de Ribera de Burjasot e em 2001 retornou à Faculdade de Teologia San Vicente Ferrer de Valência, onde foi diretor da seção diocesana da faculdade, em 2003 tornou-se membro do Conselho Presbiteral e em 2004 foi reitor - presidente.

### Bispo
Em 8 de novembro de 2004, o Papa João Paulo II o nomeou Bispo Titular de Rotdon e Auxiliar da Arquidiocese de Valência, recebendo a consagração episcopal em 8 de janeiro de 2005 do então Arcebispo de Valência Agustín García-Gasco y Vicente. Os principais co-consagradores na cerimônia de posse foram o Arcebispo Emérito de Barcelona Cardeal Ricardo Maria Carles i Gordó e o então Bispo de Santander José Vilaplana Blasco.
Durante este período como bispo em 2005 passou a fazer parte da Conferência Episcopal Espanhola (CEE), como membro da Comissão Episcopal para a Doutrina da Fé e desde 2008 pertence à Comissão de Seminários e Universidades.
Posteriormente, o Papa Francisco o nomeou, em 17 de maio de 2013, Bispo da Diocese de Tortosa. Tomou posse em 13 de julho do mesmo ano, em cerimônia realizada na Catedral de Santa Maria.
Em março de 2017 foi eleito presidente da Comissão Episcopal para a Doutrina da Fé, sendo reeleito em março de 2020.
Ele também é o bispo presidente da Comissão Missionária Interdiocesana das dioceses da Catalunha.
Em 10 de outubro de 2022, foi nomeado Arcebispo de Valência.